# J’ai pas vingt ans
A J'ai pas vingt ans (magyarul: Nem vagyok húszéves) a francia énekesnő, Alizée hatodik kislemeze, mely 2003. június 3-án jelent meg. A kislemez CD-jén a dalon kívül megtalálható volt még az I'm fed up! is, mely a J'en ai marre! kislemez angol változata. A J'ai pas vingt ans-hoz készült egy angol verzió is, az I'm not twenty, mely szerepelt a Mes courants électriques album nemzetközi kiadásán is, valamint a 2003 októberében megjelent À contre-courant kislemezen is. A J'ai pas vingt ans című dalhoz Benny Benassi is készített remixet. A klip népszerű volt a hazai zenecsatornákon is.

## A klip
A dalhoz készült videóklipben Alizée-t egy színpadon láthatjuk, ahol táncosokkal körülvéve előadja a J'ai pas vingt ans-t. A klip egyfajta üzenet volt a rajongóknak, miszerint Alizée hamarosan turnézni indul. A videóban Alizée egy rózsaszín Courrèges miniruhát visel, melyet a TV-szereplések és különböző fellépések alkalmával is viselt, miközben a dalt promotálta. A ruhának létezik egy világoskék színű változata is, melyet Alizée szintén gyakran viselt a fellépések során. A ruhához egy ezüst színű csizma is tartozott, mely szintén Courrèges márkájú.

## Kiadások és tracklisták
Francia CD Single
1. "J'ai pas vingt ans" – 4:15
2. "I'm Fed Up!" – 4:40

Francia CD maxi single
1. "J'ai pas vingt ans" (Single Version) – 4:15
2. "J'ai pas vingt ans" (Sfaction Club Remix) – 5:45
3. "J'ai pas vingt ans" (Attitude Dance Remix) – 4:10
4. "J'ai pas vingt ans" (Attitude Dub Mix) – 6:45

French 12" vinyl single
A oldal:
1. "J'ai pas vingt ans" (Sfaction Club Remix) – 5:45

B oldal:
1. "J'ai pas vingt ans" (Attitude Dance Remix) – 4:10

## Listák
| Lista(2003)                    | Peak Helyezés |
| ------------------------------ | ------------- |
| Osztrák Kislemez Lista         | 60            |
| Belga(Flanders) Kislemez Lista | 53            |
| Belga(Wallonia) Kislemez Lista | 20            |
| Francia Kislemez Lista         | 17            |
| Német Kislemez Lista           | 59            |
| Svájci Kislemez Lista          | 60            |

### Minősítések
- Franciaország: ezüstlemez